# Territorio dell'Altaj
Il territorio dell'Altaj (in russo Алтайский край?, Altajskij kraj; in altai: Алтай кырай, Altaj kıraj) è un territorio della Russia, nel Distretto Federale Siberiano. Confina con il Kazakistan, l'oblast' di Novosibirsk e l'oblast' di Kemerovo e la Repubblica dell'Altaj. Il centro amministrativo della città è Barnaul.
Il principale corso d'acqua della regione è il fiume Ob'. La regione si estende per 169.100 km² e ha una popolazione di circa 2,6 milioni di abitanti (nel 2002). Con più di 600.000 abitanti, Barnaul è la più grande città della zona. Il territorio è diviso in 60 distretti e 12 città (come Bijsk, Alejsk, Slavgorod).
L'economia della regione dipende largamente dall'agricoltura ed è sostenuta dal governo russo.

## Società
Nel 2002, con il censimento della Federazione Russa, i russi rappresentavano la maggioranza con il 92%, seguivano i tedeschi al 3%, gli ucraini al 2%, i kazaki allo 0,4%, i tatari allo 0,35%, i bielorussi allo 0,32% e gli armeni allo 0,31%.

## Geografia antropica

### Suddivisioni amministrative

#### Rajon
Il territorio dell'Altaj è suddiviso in 59 rajon (fra parentesi il capoluogo): 
- Alejskij (Alejsk)
- Altajskij (Altajskoe)
- Baevskij (Baevo)
- Bijskij (Bijsk)
- Blagoveščenskij (Blagoveščenka)
- Burlinskij (Burla)
- Bystroistokskij (Bystryj Istok)
- Čaryšskij (Čaryšskoe)
- Celinnyj (Celinnoe)
- Chabarskij (Chabary)
- Egor'evskij (Novoegor'evskoe)
- El'covskij (El'covka)
- Kalmanskij (Kalmanka)
- Kamenskij (Kamen'-na-Obi)
- Ključevskij (Ključi)
- Kosichinskij (Kosicha)
- Krasnogorskij (Krasnogorskoe)
- Krasnoščëkovskij (Krasnoščëkovo)
- Krutichinskij (Kruticha)
- Kulundinskij (Kulunda)
- Kur'inskij (Kur'ja)
- Kytmanovskij (Kytmanovo)
- Loktevskij (Gornjak)
- Mamontovskij (Mamontovo)
- Michajlovskij (Michajlovskoe)
- Nemeckij (Gal'bštadt)
- Novičichinskij (Novičicha)
- Pankrušichinskij (Pankrušicha)
- Pavlovskij (Pavlovsk)
- Pervomajskij (Novoaltajsk)

- Petropavlovskij (Petropavlovskoe)
- Pospelichinskij (Pospelicha)
- Rebrichinskij (Rebricha)
- Rodinskij (Rodino)
- Romanovskij (Romanovo)
- Rubcovskij (Rubcovsk)
- Šelabolichinskij (Šelabolicha)
- Šipunovskij (Šipunovo)
- Smolenskij (Smolenskoe)
- Solonešenskij (Solonešnoe)
- Soltonskij (Solton)
- Sovetskij (Sovetskoe)
- Suetskij (Verch-Suetka)
- Tabunskij (Tabuny)
- Tal'menskij (Tal'menka)
- Tjumencevskij (Tjumencevo)
- Togul'skij (Togul)
- Topčichinskij (Topčicha)
- Tret'jakovskij (Staroalejskoe)
- Troickij (Troickoe)
- Uglovskij (Uglovskoe)
- Ust'-Kalmanskij (Ust'-Kalmanka)
- Ust'-Pristanskij (Ust'-Čarišskaja Pristan')
- Volčichinskij (Volčicha)
- Zalesovskij (Zalesovo)
- Zarinskij (Zarinsk)
- Zav'jalovskij (Zav'jalovo)
- Zmeinogorskij (Zmeinogorsk)
- Zonal'nyj (Zonal'noe)

#### Centri urbani
Nel territorio dell'Altaj i centri urbani con status di città (город, gorod) sono 12 (in grassetto le città sottoposte alla diretta giurisdizione del territorio):
- Alejsk
- Barnaul
- Belokuricha
- Bijsk

- Gornjak
- Jarovoe
- Kamen'-na-Obi
- Novoaltajsk

- Rubcovsk
- Slavgorod
- Zarinsk
- Zmeinogorsk

Gli insediamenti di tipo urbano (посёлки городского типа, posëlki gorodskogo tipa) sono invece 6:
- Blagoveščenka
- Malinovoe Ozero
- Sibirskij (insediamento chiuso)

- Stepnoe Ozero
- Tal'menka
- Južnyj

Il Kraj di Altaj si trova nel fuso orario di Krasnojarsk (KRAT), UTC+7.